# Велорух у Києві
Велорух у Києві існує з 1869 року, коли вперше на вулицях Києва мешканці побачили велосипед.

## Історія

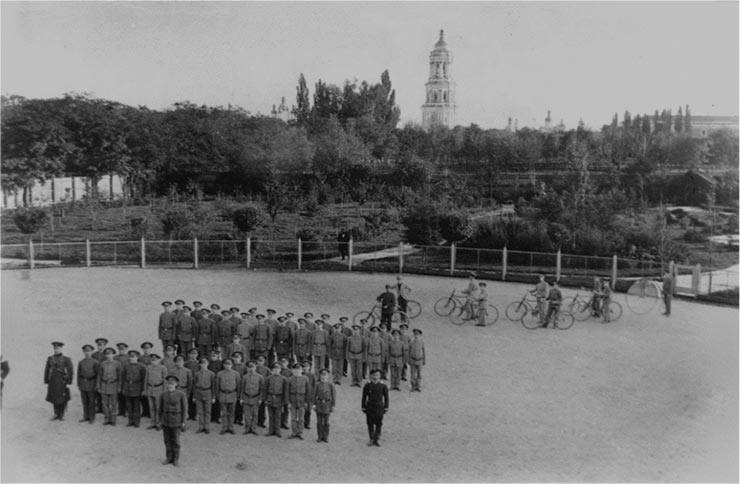
Київський іподром (кінець XIX ст.)

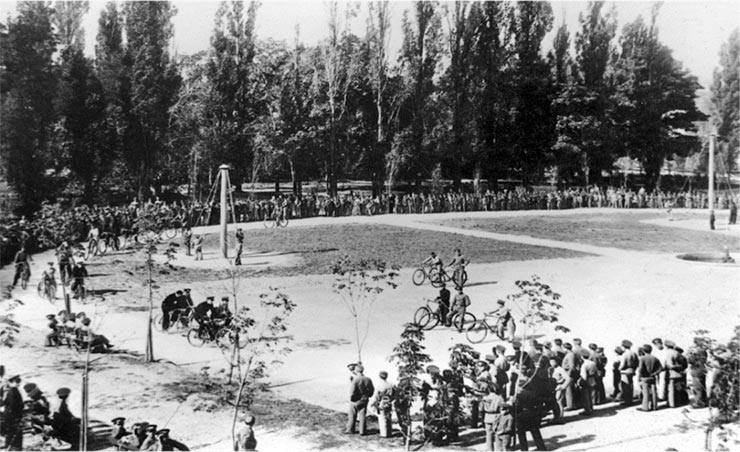
Перший київський велотрек

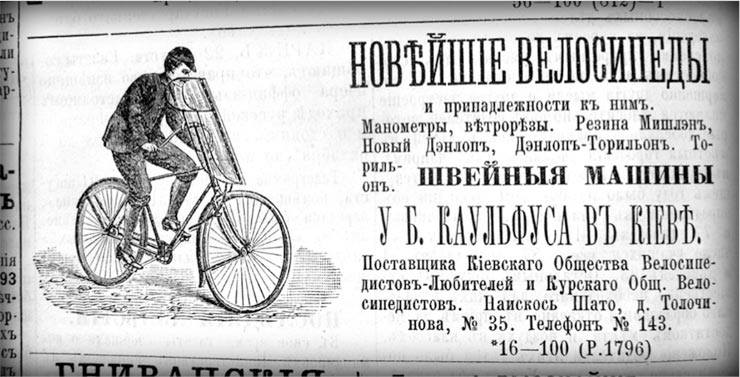
Реклама велосипедного магазину в Києві

Навесні 1869 року в Києві на вулиці Новоєлизаветинській (нині Євгена Чикаленка) мешканці побачили «нечисту силу». Усі були переконані, що це саме «він», в людській подобі з шаленою швидкістю пересувався вулицею на колесі… Про це було написано в газеті «Друг народа». Саме ця стаття і стала першою згадкою про київських велосипедистів. У статті журналіст намагався пояснити, що це «вид двухколесной повозочки», на які «по шоссе без лошадей можно ездить где угодно посредством надавливания пружины ногою», але версія з «нечистою силою» здалась киянам більш правдоподібною.
У 1887 році незважаючи на консервативну публіку, в Києві налічувалось понад 200 власників велосипедів. Кататись їм дозволялось лише за містом, щоб не лякати містян. 1888 року Міська Дума дозволила кататись Центральною алеєю Царського саду. Представниць жіночої статі не допускали до поїздок на велосипеді. Треба відмітити, що велосипед могли собі дозволити лише заможні кияни, які швидко почали кататись по всьому Києву, відкупаючись від поліцейських хабарями.
Наприкінці 1880-х викладачі 5-ї київської гімназії почали їздити з дому на роботу велосипедами. У Києві існувало «Общество киевских велосипедистов-любителей».
У 1892 році Міська Дума офіційно дозволила їздити велосипедом по всьому місту. При цьому було затверджено перші правила вуличного руху: «О порядке езды по городу на велосипедах». До речі, правила дорожнього руху для автомобілів з'являться набагато пізніше.

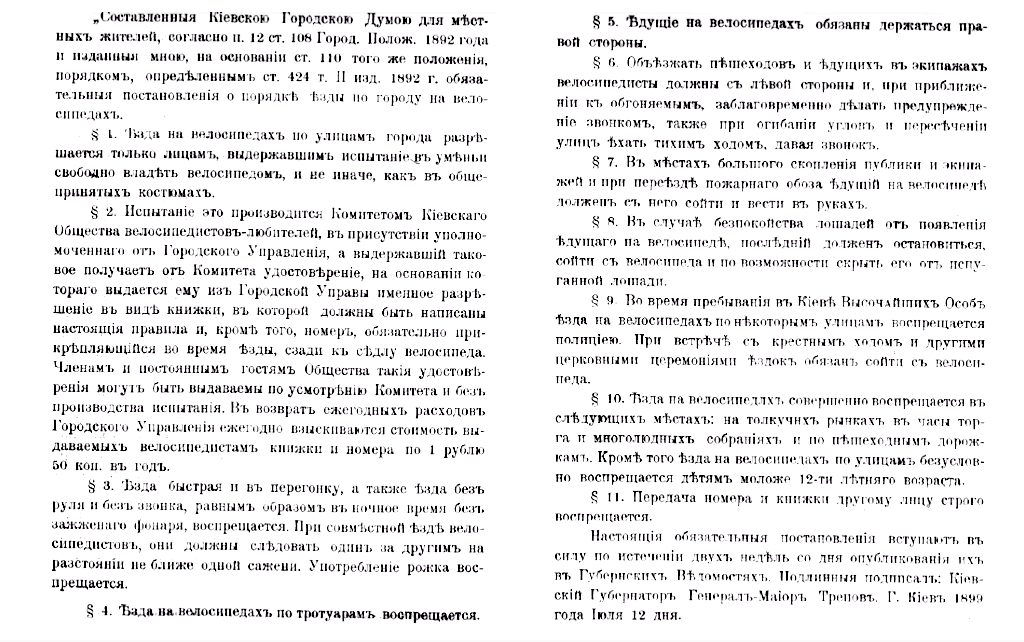
Правила їзди на велосипеді по місту Києву видані Міською Думою у 1892 році

1894 рік — мешканець Києва, ентузіаст Фалер самостійно влаштував велопробіг Київ — Париж.
1895 рік — жінкам дозволено їздити по Києву на велосипеді, за умови, що вони при собі матимуть письмовий дозвіл канцелярії губернатора.
У 1912 році в Києві з'явилися патрульні на велосипедах.
У серпні 1913 року на І Спортивна олімпіада в Києві особливе місце в програмі олімпіади приділялося веломотоциклетному пробігу, старт якого був намічений на 23 серпня о 3-й годині ранку з сьомої версти Чернігівського шосе.Велосипедисти стартували по чотири людини що три хвилини, мотористи — за жеребом — по одному кожні п'ять хвилин. У Янівці — по шляху слідування в Чернігів — кожен учасник мусив власноручно розписатися в контрольному листі, щоб підтвердити проходження траси повністю. Статут змагання передбачав встановлення у двох місцях по трасі негласного контролю. У протоколах Київської олімпіади зафіксовано, що з п'ятнадцяти велосипедистів, які стартували, до фінішу добралися лише шість, і першим серед них представник Риги А.Аун. Киянин А.Ширай зайняв 4 місце у гонці на 240 верст.

6 травня 1986 року стартував перший «радянський» етап 39-го міжнародного Велопробігу Миру, через десять днів після аварії на ЧАЕС, у Києві, радіаційний фон у якому перевищував норму в 500 разів. Після першотравневого параду на Хрещатик, де власне й відбувся старт, на чергове спортивне свято вийшли тисячі киян. З такої нагоди у столиці відбувся мітинг, який відкрив голова Київського міськвиконкому Валентин Згурський. Організатори заходу справно забезпечували прапорцями ряди піонерів, які мали вітати спортсменів. Чітко за графіком вмикались секундоміри; вулицями столиці мчали велосипедисти, журналісти строчили бадьорі репортажі, не підозрюючи, що місто піддалось могутній радіаційній атаці. Ця постчорнобильська подія відбулась із мовчазної злочинної згоди не тільки київської, а й кремлівської влади. Адже перше повідомлення ТАРС про аварію та рівні радіації прозвучало лише 7 травня так:
Сталася аварія з частковим руйнуванням активної зони реактора. Рівень радіації не перевищив норм, встановлених Міністерством охорони здоров'я СРСР і МАГАТЕ. На території, що безпосередньо межує з місцем аварії, рівень 10—15 мР/год.
Багатоденний велосипедний пробіг (за маршрутом Київ — Варшава — Берлін — Прага, 2138 км) принципово відрізнявся від попередніх тим, що вперше стартував у СРСР, і тим, що миру він нікому не ніс.
На початку XXI століття велосипед в Києві — це диковинка. У 2020-х роках за пасажироперевезенням виграють лише у фунікулера. Навіть пандемія коронавірусної хвороби у 2020—2021 роках не спонукала киян пересісти на велосипеди, коли громадський транспорт майже не функціонував. Ситуація з громадським транспортом значно погіршилась у 2022 році під час активних військових дій Росії, а транспортний потенціал велосипедної мережі так і залишився не розкритим.

## Громадські організації та рухи

### Асоціація велосипедистів Києва
Організацією, що займається питаннями розвитку велоруху в місті є Громадська організація «Асоціація велосипедистів Києва» (АВК).
Асоціація велосипедистів Києва є організатором та співорганізатором різноманітних велоподій, заходів, велопробігів, а також займається промоцією велоруху.

### Київ— Велосипедне місто
Громадська організація «Київ — Велосипедне місто» [Архівовано 3 грудня 2017 у Wayback Machine.] проводить щорічне дослідження зі збору даних про розвиток велосипедної інфраструктури міста, спільно з міською ініціативою  реалізували проєкт муніципальної веломапи Києва (на базі муніципального цифрового сервісу з відкритими даними інформаційно-аналітичної системи «Майно» [Архівовано 19 липня 2018 у Wayback Machine.]); розробили кишенькові брошури з ПДР для велосипедистів та посібник з облаштування велопарковок, упорядкували на основі державних стандартів та норм, інструмент оцінки велосипедної інфраструктури — Інспекцію [Архівовано 25 листопада 2018 у Wayback Machine.]. Члени організації активно сприяють розвитку велосипедної інфраструктури міста — консультують комунальні підприємства, проєктні організації та приватні підприємства з питань облаштування велоінфраструктури та встановлення велосипедних парковок.

## Велоподії
Періодично в Києві проходить акція «Велосипедом на роботу». Уперше така акція відбулася у Києві у 2004 році. Тоді вона мала назву «На велосипеді на роботу» і проводилася у робочий день. До неї долучилися кілька сотень учасників і з того часу акція стала щорічною. Зараз в Києві цю подію організовують 22 вересня, коли весь світ відзначає День без автомобіля. Акція покликана популяризувати велосипед, як транспорт для щоденних поїздок, в тому числі на роботу і навчання.

## Велопробіги

### Велодень
Щороку в місті відбувається масштабна подія — Всеукраїнський Велодень. Дата Велодня визначається за призначенням організаторів, зазвичай це субота в останні вихідні травня. Велодень організовується велосипедистами і не несе політичного або комерційного забарвлення.
Щорічний велопарад збирає прихильників двоколісного транспорту з метою пропаганди здорового та активного способу життя та екологічної альтернативи міському авто, створення цивілізованих умов для велосипедистів у містах України. Учасники Велодня виступають за безпеку та взаємоповагу на дорогах, створення велодоріжок та велопарковок у громадських місцях. Акція ніколи не була політичною і є проявом доброї волі велосипедистів Києва та України.

### Критична маса
З 21 червня 2014 року в Києві проходить велопробіг Critical Mass Kyiv (київська Критична маса).

## Велозмагання

### Київська сотка
«Київська сотка» — міжнародні змагання із велосипедного спорту. Це веломарафон для всіх бажаючих, жінок і чоловіків, дистанцією 100 км. Маршрут пролягає Києвом та Київською областю. Вперше ініційовано та проведено в Києві 7 вересня 2014 року Сергієм Харчуком. У першій «Київській Сотці» 2014 року взяло участь понад 800 учасників. Урочистий старт на проспекті Перемоги, біля Пушкінського Парку, та феєричний фініш на Контрактовій Площі назавжди запам'ятаються учасникам перегонів. Варто зауважити, що востаннє проспект Перемоги для велозмагань перекривали в середині 80-х років.
Друга «Сотка» (2015 р.) проходила по дуже мальовничому маршруту, який пролягав в тому числі через відомі обласні курортні містечка: Ірпінь, Буча, Ворзель.
Змагання проводяться щороку наприкінці серпня — початку вересня.

## Велоакції
В місті проходить щорічний конкурс «Велопрацедавець року». Такі акції з нагородженнями призерів відбуваються з 2010 року.

## Поліцейський велопатруль
У 2016 році в місті розпочав роботу поліцейський велопатруль.

## Велокур'єри
З 2018 року в Києві розвивається і має шалений попит (перш за все за швидкість) кур'єрська доставка замовлень велосипедом. В місті є два великих міжнародних оператори Glovo та UberEats та кілька інших. Попри великий попит, кур'єри викликають багато нарікань через недотримання елементарних правил дорожнього руху та їзди пішохідними тротуарами. Це перш за все спричинено відсутністю зв'язної мережі велосипедних доріжок в місті.
Незважаючи на негативні відгуки щодо велокур'єрів вони вносять значний внесок в розвиток використання велосипедів та веломережі міста. Пішоходи вже звертають увагу на те, що йдуть по велодоріжці і це означає, що там може хтось їхати. Крім того, ці ж самі веломережі значно завантажені за рахунок велокур'єрів.

## Відомі велосипедисти
У справах центральною частиною Києві їздить мер столиці Віталій Кличко. Регулярно пересуватись на велосипеді містом він почав влітку 2016 року, до того часто використовував велосипед для тренувань.
Також велосипедом користується Директор департаменту транспортної інфраструктури — Сергій Симонов, Заступник директора — Дмитро Рахматулін, Директор департаменту молоді та спорту — Вадим Гуцайт, Депутат Київської міської ради — Сергій Харчук.